# Добро пожаловать!
«Добро пожаловать!» — советский мультипликационный фильм 1986 года, снятый по мотивам сказки «Thidwick the Big-Hearted Moose» Доктора Сьюза. Мультфильм о добром лосе, который катал на своих рогах почти всех обитателей леса, создали режиссёр Алексей Караев и художник Александр Петров.
Выполнен в оригинальной манере мультипликации — красками по стеклу. Снят на плёнке Шосткинского п/о «Свема».

## Создатели
| режиссёр             | Алексей Караев |
| автор сценария       | Юрий Коваль |
| художник-постановщик | Александр Петров |
| художник             | Андрей Золотухин |
| операторы            | Николай Грибков, Сергей Решетников |
| директор             | В. Хижнякова |
| композитор           | Анатолий Нименский |
| звукооператор        | Вячеслав Белов |
| редактор             | Э. Орлинкова |
| роли озвучивали      | Анатолий Баранцев — Жук, Алексей Борзунов — Паук / Дятел, Юрий Волынцев — Лось, Людмила Гнилова — Белочка, Евгений Леонов — Медведь, Клара Румянова — Сорока / Рысь |
| монтажёр             | Л. Пермякова |

## Сюжет
Добряк-лось, бродящий по лесу, соглашается подвезти на рогах колорадского жука. К нему вскоре присоединяется паук. Потом птицы. Потом целое семейство белок. Даже медведь. Гости устраивают в рогах лося себе жилище и забывают о том, что рога эти им не принадлежат. Когда лось вознамеривается переправиться на другой берег, его «гости» не пускают его… но тут раздаются выстрелы, и лось в панике бежит сквозь лес. Он спасается и спасает всех своих гостей, которые после этого говорят благодарственную речь и сообщают, что никогда его не покинут. И тут вдруг у лося сваливаются рога — он забыл, что пришло время их сбросить. Ошарашенные «гости» смотрят вслед лосю, который уходит восвояси, бормоча: «Все равно неловко как-то получилось».

## Отличия от сказки
Кроме жука, паука, белок, птиц, мышек, зайцев, ёжиков, рыси, и медведя, в сказке на рогах лося умещаются: черепаха, лиса, блохи и 362 пчелы. Также примечательно, что в сказке лося изгоняют из-за этого из стада. Во время обстрела он сбрасывает рога и убегает от охотников, а рога вместе со всем зверьём повесили на стену дома охотника.

## Награды
Мультфильм был награждён на фестивалях:
- МКФ анимационных фильмов в Оттаве. Первый приз — Алексей Караев (Канада, 1988)
- МКФ в Лос-Анджелесе. Гран-при — Алексей Караев (США, 1989)
- Государственная премия РСФСР имени Н. К. Крупской (1990) А. Б. Караев и А. К. Петров